# Джессіка Карр
Джессіка Хайзер (нар. 25 червня 1991) — американський професійний рефері з боротьби та колишній професійний реслер. Підписала контракт з WWE, де виступає за бренд SmackDown під псевдонімом Jessika Carr. Після підписання контракту з компанією в 2017 році Хайзер стала першою жінкою-рефері WWE з 1980-х років. Також відома під іменами Jessie Kaye та Kennadi Brink у незалежних шоу. Регулярно виступала на чемпіонаті Меріленда з реслінгу.

## Ранній життєпис
У підлітковому віці Хайзер мала зайву вагу; вона назвала свою любов до боротьби та бажання стати борцем «своєю втечею» та своєю мрією змінитися. Завдяки допомозі місцевого професійного борця, який підписав контракт з WWE, вона змогла скинути понад 60 фунтів і стати професійною спортсменкою.

## Професійна кар'єра борця

### Рестлер (2011—2017)
У липні 2010 року Джессіка Хайзер почала регулярно тренуватися в Академії професійної боротьби Двейна Гілла в Северні, штат Меріленд. 28 квітня 2012 року вона виграла чемпіонку DCW серед жінок під псевдонімом Джессі Кей. 2 червня 2013 року вона стала першим чемпіоном VOW Vixen's. 7 вересня 2013 року реслерка стала першою чемпіонкою ECWA серед жінок. 21 жовтня 2016 року в епізоді Women of Honor Хайзер дебютувала на Почесному кільці під псевдонімом Кеннаді Брінк у матчі проти Рейчел Еллерінг.

### Арбітр (2017–дотепер)
Джессіка Хайзер підписала контракт з WWE у 2017 році як рефері під псевдонімом Джессіка Карр. Вона також стала першою жінкою-рефері WWE за десятиліття, яка офіційно дебютувала в історії WWE. Вона також стала першою жінкою-рефері WWE з 1980-х років. 21 жовтня 2021 року Хайзер була арбітром на Crown Jewel, ставши першою жінкою, яка працювала рефері в реслінгу в Саудівській Аравії, а також першою жінкою, яка судила матч Hell in a Cell.

## Особисте життя
Джессіка Хейзер вважає чоловіків Двейна Джонсона (Скелю), Трунаря, а також жінок Тріш Стратус та Мікі Джеймс тими, хто найбільше вплинули на неї в професійній боротьбі.

## Нагороди та досягнення
- Dynamite Championship Wrestling
  - Чемпіонат DCW серед жінок (1 раз)[9]
- East Coast Wrestling Association
  - Чемпіонат ECWA серед жінок (1 раз)[6]
- Pro Wrestling Illustrated
  - 47-ме місце серед 50 найкращих реслерок за рейтингом PWI Female 50 станом на 2014 рік[10]
- Vicious Outcast Wrestling
  - Чемпіонат VOW Vixens (1 раз)[5]